# سیارک ۴۸۲۹
سیارک ۴۸۲۹ (به انگلیسی: 4829 Sergestus، نامگذاری:1988RM1) چهار هزار و هشتصد و بیست و نهمین سیارک کشف شده‌است که در ۱۰ سپتامبر ۱۹۸۸ کشف شد.
قدر مطلق سیارک برابر ۱۰٫۷۰ است.